# Ústí nad Labem (region)
Ústí nad Labem (tjeckiska: Ústecký kraj) är en administrativ region i Tjeckien. Huvudort är Ústí nad Labem.

## Distrikt
- Děčín
- Chomutov
- Litoměřice
- Louny
- Most
- Teplice
- Ústí nad Labem